# Santa Fe, Granada
- Articolul se referă la orașul Santa Fe din Granada (Spania). Pentru orice alte sensuri, vedeți Santa Fe (dezambiguizare).

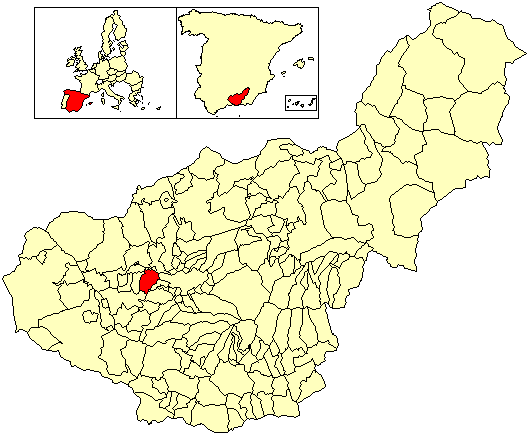
Santa Fe

Santa Fe este un municipiu din Spania, situat în provincia Granada din comunitatea autonomă Andaluzia. Are o populație de 15.107 de locuitori.